# Niels Rasmussen (cyclisme)
Pour les articles homonymes, voir Niels Rasmussen.
Niels Rasmussen est un cycliste danois spécialisé dans le VTT.

## Palmarès
- Aux Championnats du monde de VTT et de trial 2015, cross-country, médaille d'argent en relais mixte
- Aux Championnats du monde de relais par équipes VTT, médaille d'argent en 2015
- Aux Championnats d'Europe de VTT, en Cross-country, juniors, médaille de bronze en 2013